# Eren Derdiyok
Eren Derdiyok, švicarski nogometaš Turčiji   korenin, * 12. junij 1988, Basel, Švica.
Derdiyok ima poleg švicarskega tudi turško državljanstvo.  Nazadnje je bil član turškega prvoligaša Ankaragücü. Po svoji osnovni nogometni izobrazbi je napadalec, a je zaradi svoje višine (191 cm) sposoben igrati tudi na položaju centralnega branilca.

## Klubska kariera
Svojo profesionalno kariero je pričel v klubu BSC Old Boys, v katerem se je od 1994 do 2004 10 let kalil kot mladinec. V prvi sezoni 2005/06 je že opozoril nase, ko je na 18 tekmah dosegel 10 zadetkov. Dobre igre so razumljivo opazili pri drugem švicarskem klubu, Baslu. Leta 2006 je tako že pri 18 letih prestopil v Basel. V prvi sezoni ni veliko igral in je večino srečanj sedel na rezervni klopi. Njegova druga sezona v švicarski ligi je bila neprimerno uspešnejša, saj je dobival več priložnosti za igro in 2. marca 2008 celo dosegel svoj prvi hat-trick, na gostovanju pri Thunu. Aprila 2008 je z moštvom osvojil prvo lovoriko, šlo je za švicarski nogometni pokal Swisscom Cup.
29. junija 2008, v času poletnega prestopnega roka, so se v angleških medijih pojavila namigovanja, da naj bi bil Derdiyok v pogovorih s predstavniki angleškega prvoligaša Newcastle United.  Do prestopa vendarle ni prišlo in Derdiyok je do nadaljnjega ostal v Baslu. 27. avgusta 2008 je dosegel zmagoviti gol za zmago 2–1 proti portugalski ekipi Vitória S.C., ki je Baslu zagotovila mesto v Ligi prvakov. Derdiyok se je nato med strelce vpisal tudi na tekmi Lige prvakov, in sicer je dosegel izenačujoči zadetek za končnih 1–1 na gostovanju pri Barceloni.
Derdiyok je v sezoni 2008/09 nadaljeval z dobrimi predstavami v klubskem dresu ter temu dodal tudi zelo solidne igre v članski reprezentanci.  28. maja 2009 je sledil prestop v nemški Bayer Leverkusen, s katerim je podpisal štiriletno pogodbo. V dresu Bayerja je debitiral 31. julija 2009 na tekmi nemškega DFB pokala in se že na prvi tekmi vpisal med strelce, v 67. minuti je dosegel edini gol na tekmi za zmago 1–0 proti Babelsbergu. Derdiyok sprva ni bil v prvem planu Bayerjevega stratega Juppa Heynckesa, a je po dolgotrajni poškodbi Patricka Helmesa postal standardni član začetne enajsterice. Skupaj z Grkom Theofanisom Gekasom je tvoril Bayerjev napadalni dvojec in v celotni sezoni je zbral 33 nastopov in 12 zadetkov.

## Reprezentančna kariera
V članski reprezentanci je Derdiyok debitiral 6. februarja 2008, tedaj je na tekmi proti Angliji v igro prišel s klopi in že ob svojem prvem stiku z žogo zabil izenačujoči gol. Njegov zadetek kasneje ni bil dovolj za vsaj remi, saj je Shaun Wright-Phillips postavil končni izid 2–1 v angleško korist. Selektor Köbi Kuhn ga je uvrstil na seznam reprezentantov za domače Evropsko prvenstvo 2008, na katerem je bil Derdiyok pri 19 letih najmlajši igralec.  Priložnost v reprezentančnem dresu je dobival tudi po menjavi na selektorskem stolčku in prihodu nemškega stratega Ottmarja Hitzfelda. Hitzfeld ga je konec maja 2010 uvrstil med potnike na Svetovno prvenstvo 2010 v JAR.

### Reprezentančni zadetki
| # | Datum             | Prizorišče      | Nasprotnik | Zadel za | Končni izid | Tekmovanje                          |
| - | ----------------- | --------------- | ---------- | -------- | ----------- | ----------------------------------- |
| 1 | 6. februar 2008   | London, Anglija | Anglija    | 1-1      | 1-2         | prijateljska tekma                  |
| 2 | 9. september 2009 | Riga, Latvija   | Latvija    | 2-2      | 2-2         | Kvalifikacije za Svetovno prvenstvo |

## Statistika
| Klub                      | Sezona | Skupaj | Skupaj   | Skupaj         | Skupaj | Skupaj |
| Klub                      | Sezona | OT     | Minutaža | Minut na tekmo | G      | P      |
| ------------------------- | ------ | ------ | -------- | -------------- | ------ | ------ |
| BSC Old Boys              | 05–06  | 18     | 1024 min | 56,9 min       | 10     | 4      |
| FC Basel U21              | 06–07  | 17     | 1101 min | 64,8 min       | 10     | 5      |
| FC Basel                  | 06–07  | 8      | 220 min  | 27,5 min       | 1      | 0      |
| FC Basel                  | 07–08  | 36     | 1914 min | 53,1 min       | 10     | 6      |
| FC Basel                  | 08–09  | 17     | 1183 min | 69,6 min       | 6      | 5      |
| Skupaj                    |        | 96     | 5442 min | 56,7 min       | 37     | 20     |
| Reprezentančna statistika |        |        |          |                |        |        |
| Švica U-19                | 06–07  | 7      | 464 min  | 66,2 min       | 7      | 2      |
| Švica U-21                | 2007–  | 5      | 433 min  | 86,6 min       | 7      | 1      |
| Švica                     | 2008–  | 8      | 337 min  | 42,1 min       | 1      | 3      |
| Skupaj                    |        | 20     | 1234 min | 61,7 min       | 15     | 6      |
| Skupaj v karieri          |        | 116    | 6676 min | 57,6 min       | 52     | 26     |

Vir: 

## Dosežki

### Klubski dosežki
- Basel

- Švicarski pokal:

- Zmagovalec: 2008

- Axpo Super League:

- 1. mesto: 2007/08

- Uhren Cup:

- Zmagovalec: 2008

### Posamični dosežki
- Najboljši mladi igralec Švicarske lige: 2007/08